# Kalibenda (Sigaluh)
Kalibenda is een bestuurslaag in het regentschap Banjarnegara van de provincie Midden-Java, Indonesië. Kalibenda telt 1855 inwoners (volkstelling 2010).